# Ros Sopheap
Ros Sopheap (en jemer: រស់ សុភាព; 1962) es una activista camboyana por los derechos de las mujeres. Es la fundadora y ex directora ejecutiva de Género y Desarrollo de Camboya (GADC), una organización no gubernamental involucrada en la prevención de la violencia doméstica contra las mujeres y la promoción de mujeres en roles de liderazgo. Durante sus 20 años de carrera en GADC, abogó por las mujeres en Camboya y fue fundamental para el movimiento por los derechos de las camboyanas. Sopheap también se desempeñó como presidenta del Comité para la Promoción de la Mujer en la Política.

## Trayectoria
Sopheap nació en 1962 en Camboya. Durante sus estudios, aprendió el Chbab Srey, un código de conducta para mujeres escrito en forma de poema. Se licenció en educación en el Instituto de Lenguas Extranjeras de la Universidad real de Nom Pen.
Sopheap comenzó su carrera como intérprete y coordinadora de proyectos. Mientras se desempeñaba como intérprete para un observador electoral durante las elecciones generales de Camboya de 1993, fue acosada por un soldado de la Autoridad Provisional de las Naciones Unidas en Camboya que la siguió hasta el colegio electoral y luego llegó a su residencia en Nom Pen.
A mediados de la década de 1990, Sopheap fue funcionaria del Ministerio de Información. Después trabajó como coordinadora de proyectos, investigadora e intérprete con organizaciones locales e internacionales.

### Género y desarrollo Camboya
En 1995, Sopheap trabajó como facilitadora de investigación para un proyecto sobre violencia doméstica, el primer proyecto de este tipo en Camboya. Se interesó en las raíces de la violencia de género durante el proyecto. Desde 1997, fue por tres años coordinadora de capacitación en género en Género y Desarrollo de Camboya, entonces un programa semiautónomo del Comité de Cooperación para Camboya que trabaja para prevenir la violencia doméstica contra las mujeres y promueve a las mujeres en roles de liderazgo, especialmente a las jóvenes, que al principio del 2000, Sopheap logró establecer como una organización no gubernamental (ONG) local en Nom Pen.
Durante su mandato como directora ejecutiva de esta organización, Sopheap ha desempeñado un papel fundamental en el movimiento por los derechos de las mujeres camboyanas.
A través del GADC, Sopheap trabajó para lanzar un proyecto diseñado para mejorar la independencia económica de las mujeres, a través de pequeños proyectos de empoderamiento económico en Kampong Chhnang, Prey Veng y Pursat, utilizando el sistema de aprendizaje de acción de género de Oxfam.
En 2021, Sopheap se retiró de su cargo de directora ejecutiva de la organización.

### Comité para la Promoción de la Mujer en la Política y las ONG
Sopheap se desempeñó como presidenta del Comité para la Promoción de la Mujer en la Política y trabajó con las organizaciones no gubernamentales Khemara y CARE.

## Defensa de los derechos de las mujeres
Sopheap es una defensora de los derechos de las mujeres, pidiendo financiación y protección legal para las víctimas de violencia de género. Abogó por la prohibición de la industria comercial de los vientres de alquiler en Camboya y se pronunció contra el encarcelamiento de las madres de alquiler. Ha abogado por los derechos de las mujeres trabajadoras a amamantar, y ha vinculado la prevalencia de los procedimientos de himenorrafia en Camboya con las expectativas culturales de que las mujeres sean vírgenes. Sopheap ha pedido medidas para abordar las disparidades de género en las oportunidades educativas y evitar que los perpetradores de ataques con ácido adquieran sustancias peligrosas. Luchó contra una propuesta de ley para regular las ONG en 2015.